# Aşağıakören, Şanlıurfa
Aşağıakören là một xã thuộc thành phố Şanlıurfa, tỉnh Şanlıurfa, Thổ Nhĩ Kỳ. Dân số thời điểm năm 2011 là 190 người.